# Никулина, Клавдия Тимофеевна
Клавдия Тимофеевна Никулина (13 ноября 1917, Москва — 2 августа 2005, Улан-Удэ) — советская актриса театра, народная артистка РСФСР (1979).

## Биография
Клавдия Тимофеевна Никулина родилась 13 ноября 1917 года в Москве. Участвовала в Великой Отечественной войне. Окончила медицинские курсы и в августе 1941 года была призвана в действующую армию. Была медсестрой, прошла путь с войсками 1-го Украинского фронта до Германии. После победы работала в госпитале в Бреслау. Демобилизовалась в сентябре 1946 года.
Короткое время работала в Амурском областном театре драмы и комедии. В 1948 году переехала в Улан-Удэ и поступила на сцену артисткой Русского драматического театра имени Н. А. Бестужева. За 57 лет работы в театре сыграла более 300 ролей. Её роль Софьи в спектакле «Последние» М. Горького была удостоена диплома I степени Министерства культуры России.
Особое место в творчестве Никулиной занимала театральная лениниана. За блестящее воплощение роли матери Ленина на сцене театра актриса была удостоена звания «Народная артистка Бурятской АССР» и Всесоюзного диплома I степени.
Была член КПСС, секретарем партийной организации русского драматического театра.
Умерла 2 августа 2005 года (на памятнике дата смерти 2 августа, в свидетельстве о смерти 3 августа).

## Награды и премии
- Орден Отечественной войны II степени, всего пять боевых наград.
- Народная артистка Бурятской АССР.
- Заслуженная артистка РСФСР (1.11.1973).
- Народная артистка РСФСР (23.03.1979).
- Орден Дружбы народов (12.10.1987)[2].
- Почётные грамоты Верховного совета РСФСР и Бурятской АССР, Совета министров Бурятской АССР, Министерства культуры РСФСР.
- Медаль «За трудовое отличие» (24.12.1959).
- Государственная премия Республики Бурятия за роль Веденеевой в спектакле «Женский стол в охотничьем зале» В. Мережко (1993).

## Работы в театре
- «Встреча с юностью» А. Арбузов — Тося Чижова
- «Снежок», В. Любимова — Эдит
- «Весна в Москве» В. Гусев — дама с цветами
- «Машенька» А. Афиногенов — Леля
- «Бесприданница» А. Островский — Цыганка Намо
- «Иркутская история» А. Арбузов — Валька
- «Мария Тюдор» В. Гюго — Джейн
- «Тартюф» Мольер — Марианна
- «Угрюм-река» В. Шишков — Нина Куприянова
- «Любовь Яровая» К. Тренев — Любовь Яровая
- «Светит да не греет» А. Островский — Ренева
- «Красавец-мужчина» А. Островский — Сесипатра Семёновна
- «Правда хорошо, а счастье лучше» А. Островский — Мавра Тарасовна
- «Без вины виноватые» А. Островский — Галчиха
- «Село Степанчиково» Ф. Достоевский — Генеральша
- «Последние» М. Горький — Софья
- «Кукольный дом» Г. Ибсен — Нора
- «Цыган» А. Калинин — Клавдия
- «Сквозь грозы» И. Кычаков — Крупская
- «Семья» И. Попов — Мария Александровна Ульянова
- «Первые ласточки» Ш. Шагалиев — Елизавета Васильевна Крупская
- «Приведения» Г. Ибсен — Фру Альвинг
- «Вечер» А. Дударев — Ганна
- «Жанна» А. Галин — Жанна
- «Тартюф» Мольер — Госпожа Пернель
- «Поминальная молитва» Г. Горин — Берта
- «Пока она умирала» Н. Птушкина — Софья Ивановна
- «Семейный портрет с дензнаками» С. Лобозеров — Бабка